# ۲۷ سگ بزرگ
۲۷ سگ بزرگ یک ستاره است که در صورت فلکی سگ بزرگ قرار دارد.